# Struga (Drezno)
Struga – część wsi Drezno w Polsce położona w województwie mazowieckim, w powiecie lipskim, w gminie Ciepielów.
W latach 1975–1998 miejscowość administracyjnie należała do województwa radomskiego.